# Microcheus nortoni
Microcheus nortoni is een vlokreeftensoort uit de familie van de Cheidae. De wetenschappelijke naam van de soort is voor het eerst geldig gepubliceerd in 2011 door Souza-Fihlo.